# Tramwaje w Sajgonie

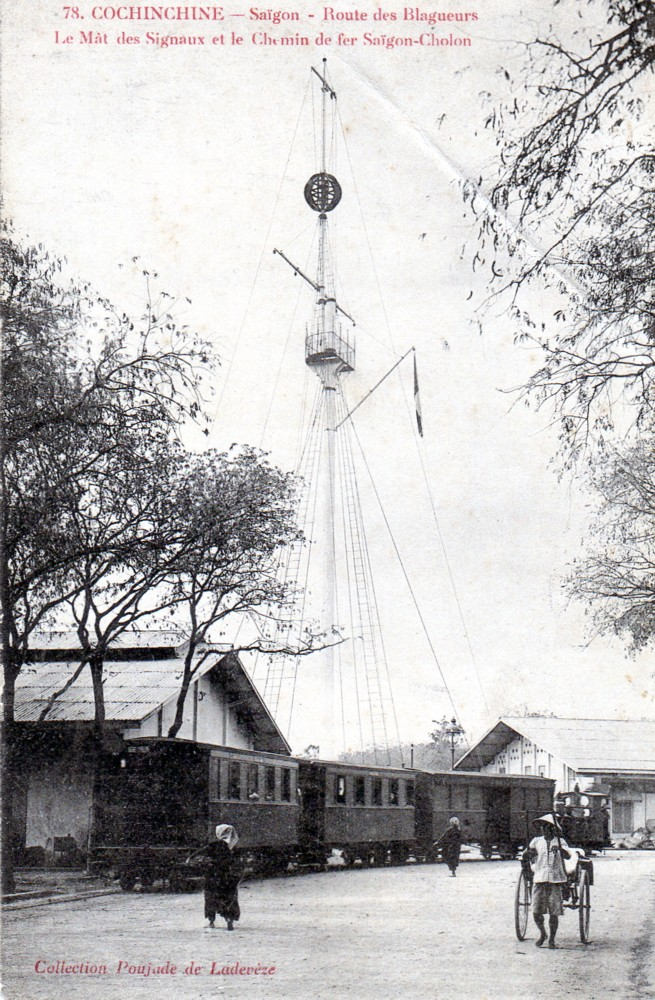
Tramwaj parowy

Tramwaje w Sajgonie − zlikwidowany system komunikacji tramwajowej w Sajgonie (ob. Ho Chi Minh) w Wietnamie.

## Historia
Pierwsze tramwaje parowe pojawiły się w Sajgonie 27 grudnia 1881, w czasach gdy miasto było stolicą francuskiej Kochinchiny. Tramwaje zelektryfikowano po 1923 roku. Sieć tramwajowa o długości 72 km składała się z dwóch długich podmiejskich linii prowadzących do Hóc Môn i Thủ Dầu Một. Sieć zlikwidowano w 1953 roku wraz z wycofaniem się z Indochin Francuzów.